# Rondeletia stipularis
Rondeletia stipularis är en måreväxtart som först beskrevs av Carl von Linné, och fick sitt nu gällande namn av George Claridge Druce. Rondeletia stipularis ingår i släktet Rondeletia och familjen måreväxter. Inga underarter finns listade i Catalogue of Life.